# Erzbistum Cuenca
Das Erzbistum Cuenca (lateinisch Archidioecesis Conchensis in Aequatore, spanisch Arquidiócesis de Cuenca) ist eine in Ecuador gelegene römisch-katholische Erzdiözese mit Sitz in Cuenca.

## Geschichte
Das Erzbistum Cuenca wurde am 1. Juli 1786 durch Papst Pius VI. aus Gebietsabtretungen des Bistums Quito als Bistum Cuenca errichtet und dem Erzbistum Lima als Suffraganbistum unterstellt. Das Bistum Cuenca gab am 28. Mai 1803 Teile seines Territoriums zur Gründung des Bistums Maynas ab. Am 13. Januar 1848 wurde das Bistum Cuenca dem Erzbistum Quito als Suffraganbistum unterstellt. Das Bistum Cuenca gab am 29. Dezember 1862 Teile seines Territoriums zur Gründung der Bistümer Loja und Bolívar ab.
Am 9. April 1957 wurde das Bistum Cuenca durch Papst Pius XII. mit der Apostolischen Konstitution Quasi mater zum Erzbistum erhoben. Das Erzbistum Cuenca gab am 26. Juni 1968 Teile seines Territoriums zur Gründung des Bistums Azogues ab.

## Ordinarien

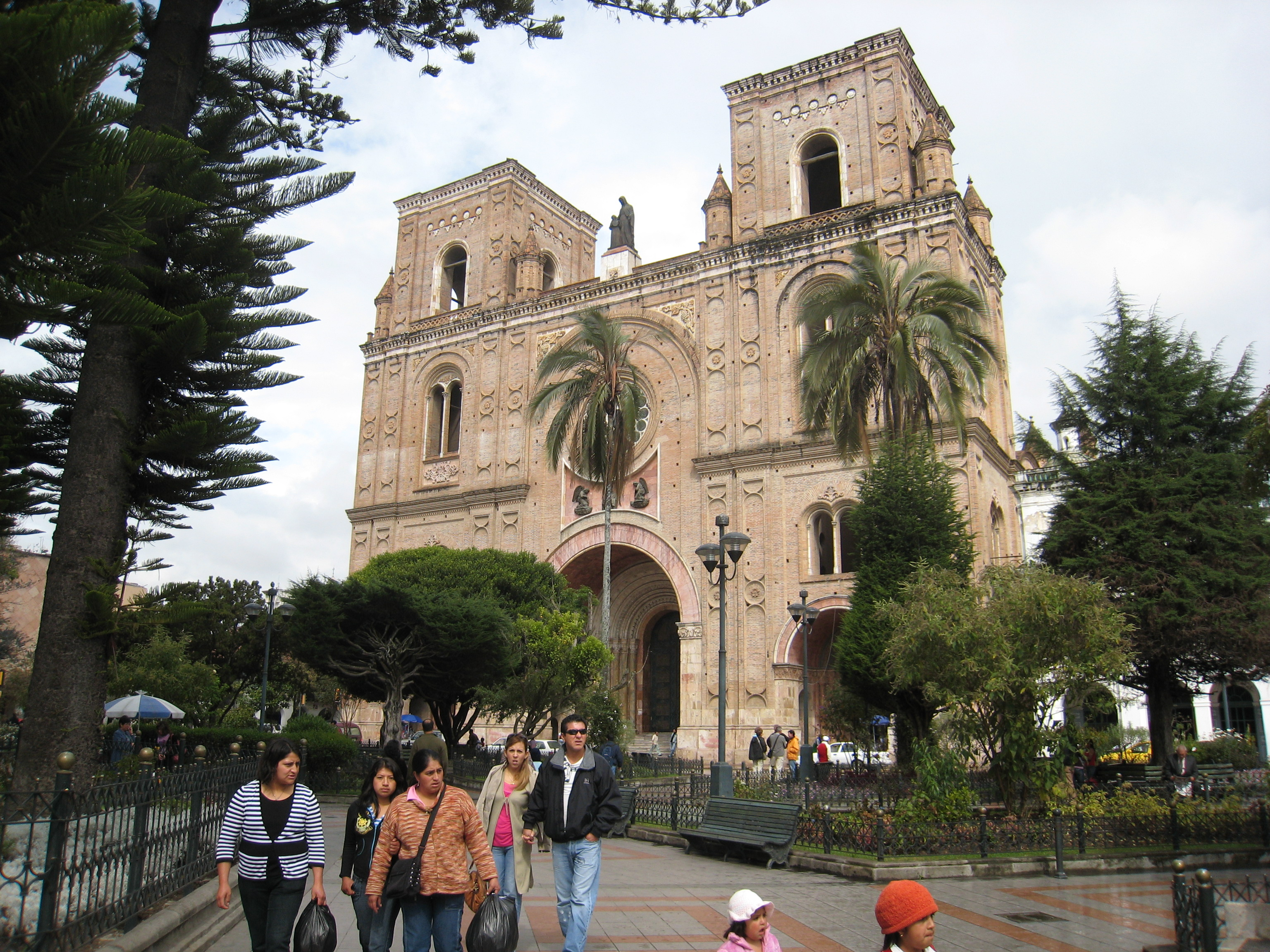
Kathedrale Inmaculada Concepción in Cuenca

### Bischöfe von Cuenca
- José Carrión y Marfil, 1786–1798, dann Bischof von Trujillo
- José de Cuero y Caicedo, 1798–1801, dann Bischof von Quito
- Francisco Javier Fita y Carrión, 1803–1804
- Andrés Quintian Ponte de Andrade, 1805–1813
- José Ignacio Cortázar y Labayen, 1815–1818
- Giuseppe Antonio Remigio Esteves de Toral, 1861–…
- Miguel León Garrido, 1884–1900
- Manuel María Pólit, 1907–1918, dann Erzbischof von Quito
- Daniel Hermida Ortega, 1918–1956
- Manuel de Jesús Serrano Abad, 1956–1957

### Erzbischöfe von Cuenca
- Manuel de Jesús Serrano Abad, 1957–1971
- Ernesto Alvarez Alvarez SDB, 1971–1980
- Luis Alberto Luna Tobar OCD, 1981–2000
- Vicente Rodrigo Cisneros Durán, 2000–2009
- Luis Cabrera Herrera OFM, 2009–2015, dann Erzbischof von Guayaquil
- Marco Pérez Caicedo seit 20. Juni 2016